# Guillermo Draper
Guillermo Draper (Montevideo, 1982) es un periodista, docente y autor uruguayo. 
Graduado de comunicación en la Universidad Católica del Uruguay.
Draper es periodista y editor en el semanario uruguayo Búsqueda desde 2005, donde también imparte clases en la Escuela de Periodismo de Búsqueda. Es desde 2008 docente de la Universidad Católica del Uruguay. Forma parte de la Consorcio Internacional de Periodistas de Investigación (ICIJ). También escribe para el diario digital argentino Infobae. En 2017 escribió el libro Marihuana oficial. Crónica de un experimento uruguayo, en coautoria con Christian Müller Sienra. 
Draper fue galardonado con el Premio Bartolomé Hidalgo otorgado por la Cámara Uruguaya del Libro, y el Premio Nacional de Prensa Escrita Marcelo Jelen.

## Libros
- 2017, Marihuana oficial. con Christian Müller Sienra (ISBN 9789974748880).[7]